# 佐々木一義 (哲学者)
佐々木 一義（ささき かずよし、1910年8月19日 - 1978年7月11日）は、日本の哲学者。

## 経歴
福岡県田川市生まれ。1934年東京帝国大学文学部倫理学科卒、文部省に入省。1961年「ハイデッガーの実存論的空間性論について」で九州大学文学博士。1940年小樽高等商業学校教授、1944年久留米工業専門学校教授、1949年九州大学第三分校助教授、51年第二分校助教授、53年教授、63年教養部教授、70-71年教養部長、75年定年退官、名誉教授、大東文化大学教授。
1978年7月11日、すい臓がんのため神奈川県相模原市の北里大学病院にて死去。67歳。

## 著書
- 『ハイデッガーの実存論哲学序説』松柏社 1952
- 『実存哲学入門』関書院出版 1957
- 『実存哲学要論』関書院 1958
- 『実存哲学の基本問題』理想社 1972
- 『ハイデッガーの人間存在の哲学』松柏社 1973
- 『人間存在の倫理学』文化書房博文社 1977-78

### 翻訳
- レーヴィット『人間存在の倫理』理想社 実存主義叢書 1967
- ヘルマン・ディーム『キェルケゴールの実存弁証法』大谷長共訳 創言社 1969
- 『ハイデッガー選集 23 ヒューマニズムについて』理想社 1974

## 論文
- <佐々木一義